# Connarus marlenei
Connarus marlenei är en tvåhjärtbladig växtart som beskrevs av E. Forero. Connarus marlenei ingår i släktet Connarus och familjen Connaraceae. Inga underarter finns listade i Catalogue of Life.